# Ḩoseynābād-e Nāz̧er
Ḩoseynābād-e Nāz̧er (persiska: حسین آباد ناظر) är en ort i Iran.   Den ligger i provinsen Khorasan, i den nordöstra delen av landet, 700 km öster om huvudstaden Teheran. Ḩoseynābād-e Nāz̧er ligger 1 227 meter över havet och antalet invånare är 197.
Terrängen runt Ḩoseynābād-e Nāz̧er är platt åt sydväst, men åt nordost är den kuperad.Runt Ḩoseynābād-e Nāz̧er är det ganska tätbefolkat, med 56 invånare per kvadratkilometer. Närmaste större samhälle är Nīshābūr, 11,3 km nordväst om Ḩoseynābād-e Nāz̧er. Trakten runt Ḩoseynābād-e Nāz̧er består till största delen av jordbruksmark.